# FC Verbroedering Wevelghem
FC Verbroedering Wevelghem was een Belgische voetbalclub uit Wevelgem. De club sloot in 1924 aan bij de KBVB en kreeg later stamnummer 454 toegewezen. 
In 1941 nam de club na een fusie met VC SV Wevelgem (geen lid van de KBVB) ontslag uit de KBVB. De fusieclub SV Wevelgem kreeg een nieuw stamnummer (2997).

## Geschiedenis
Verbroedering Wevelghem was na de oudere concurrent Wevelghem Sportif de tweede club uit Wevelgem die zich bij de KBVB aansloot. Dat gebeurde in december 1924. 
De eerste twee seizoenen nam de club deel aan de competities voor beginnende clubs.
In 1926 werd de overgang gemaakt naar de officiële competities in West-Vlaanderen.
Dat ging meteen goed want via een tweede plaats na de reserven van Kortrijk Sport mochten de Wevelgemnaars naar het tweede provinciale niveau. Daar ontmoette men de pas gedegradeerde rivaal Wevelghem Sportif, maar die behield in beide seizoenen de overhand. In 1929-1930 degradeerde Verbroedering naar het derde niveau terwijl Sportif een jaar eerder naar het hoogste niveau was geklommen.
In 1932-1933 werd men kampioen in Derde Afdeling B en Verbroedering mocht voor één seizoen terug naar de tweede provinciale afdeling.
In de laatste vijf seizoenen voor de Tweede Wereldoorlog met officiële competitie speelde de club op het derde niveau in West-Vlaanderen.
In 1941 fuseerde men met VC SV Wevelgem, een club die niet bij de KBVB was aangesloten, en vormde SV Wevelgem. Het stamnummer van de club ging daarbij verloren.